# 수단 목적 사슬
수단 목적 사슬(Means-End Chain)이란 경영학의 과목인 소비자 행동론에서 나오는 개념으로서, 소비자가 자신이 중요하다고 생각하는 것에 입각하여 제품과 상표의 속성을 지각하는 경향을 뜻한다.
수단 목적 사슬은 속성, 결과, 가치 3단계로 이루어져있는데 실례를 들자면, 카페에서 마시는 커피라는 상품은 장소의 자유로운 이용이라는 속성을 띄고 있고, 그것이 소비자에게 편안한 장소 제공이라는 결과를 가지며, 이것이 소비자에게 최종적으로 안락함이라는 가치를 가져다 준다는 의미이다.